# Fernand Bosmans
Fernand Bosmans (n. 29 iunie 1883, Antwerpen, Flandra, Belgia – d. 30 iulie 1960, Antwerpen, Flandra, Belgia) a fost un scrimer ce a reprezentat Belgia, medaliat olimpic. A participat la o ediție a Jocurilor Olimpice (1908) în care a câștigat o medalie de bronz.

## Participări
Lista de mai jos prezintă principalele competiții la care a participat Fernand Bosmans de-a lungul carierei.
- fencing at the 1908 Summer Olympics – men's team épée[*]